# Blato
Blato (često i Blato na Korčuli) općina je u Hrvatskoj. Nalazi se na otoku Korčuli i administrativno pripada Dubrovačko-neretvanskoj županiji.

## Općinska naselja
Općina Blato, zajedno s cijelim otokom Korčulom, administrativno pripada Dubrovačko-neretvanskoj županiji. U sastavu općine nalaze se 2 naselja (stanje 2011.), to su: Blato i Potirna.

## Zemljopisna obilježja
Blato je mediteranski gradić i jedno od najstarijih naselja na otoku Korčuli, smješteno po sredini zapadnog dijela nedaleko od istoimenog krškog polja. Po tom polju koje je poplavljivalo naselje je i dobilo ime. Do 1911. godine Blatsko polje bilo je povremeno plavljeno, tako da je stvaralo jezero koje je isušeno izgradnjom melioracijskih kanala i tunela za odvodnju vode u more na sjevernoj obali. Time se stvorio uvjet za još uspješnije iskorištavanje plodnog Blatskog polja.
Samo naselje smjestilo se oko ravnog područja nazvanog Zlinje i po okolnim brežuljcima. Zlinje je ujedno i najpoznatija ulica u Blatu, s poznatim drvoredom lipâ i Gradskim parkom, koji pružaju izuzetan hlad tijekom ljetnih mjeseci.
Ukupna površina općine iznosi 66 km2. Općina Blato ima izlaz na more na obje strane otoka. Na sjevernoj se obali proteže od uvale Sprtiška na zapadu do uvale Lovornik na istoku, a na južnoj obali od uvale Slatina na zapadu do Vinačca na istoku. Nekada glavna luka Blata, Prigradica, smještena je oko 4 km prema sjeveru. Dužina obale iznosi 36,3 km.
Na području općine dominiraju velika obrađena polja, a padine okolnih brda i brežuljaka zasađene su maslinom i vinovom lozom. Na području općine Blato postoji jedinstven spomenik ljudskom radu, suhozidi koji su nekada služili kao granice obradivih polja.
Kao i cijeli otok, tako se i Blato nalazi u zoni jadranskog tipa mediteranske klime koju karakteriziraju suha i topla ljeta s vedrim danima te blage i vlažne zime. Tijekom čitave godine zabilježene su srednje temperature ispod 10 °C samo u siječnju i veljači, dok su u lipnju, srpnju, kolovozu i rujnu u prosjeku iznad 20 °C. Režim padalina tipično je mediteranski, s maksimumom krajem jeseni i početkom zime i minimumom u mjesecu srpnju.

## Stanovništvo
Po popisu stanovništva iz 2011. godine, općina Blato imala je 3593 stanovnika, raspoređenih u 2 naselja:
- Blato – 3570
- Potirna – 23

| broj stanovnika | 3450  | 4928  | 4091  | 5047  | 5887  | 7208  | 8270  | 8301  | 5732  | 5787  | 5216  | 5937  | 3874  | 4107  | 3680  | 3593  | 3330  |
|                 | 1857. | 1869. | 1880. | 1890. | 1900. | 1910. | 1921. | 1931. | 1948. | 1953. | 1961. | 1971. | 1981. | 1991. | 2001. | 2011. | 2021. |

| broj stanovnika | 3450  | 4928  | 4035  | 4981  | 5781  | 7107  | 8050  | 8073  | 5604  | 5676  | 5148  | 5912  | 3861  | 4093  | 3659  | 3570  | 3282  |
|                 | 1857. | 1869. | 1880. | 1890. | 1900. | 1910. | 1921. | 1931. | 1948. | 1953. | 1961. | 1971. | 1981. | 1991. | 2001. | 2011. | 2021. |

### Nacionalni sastav, 2001.
- Hrvati – 3622 (98,42 %)
- Srbi – 14 (0,38 %)
- Slovenci – 5 (0,14 %)
- Makedonci – 4
- Crnogorci – 3
- Bošnjaci – 1
- Mađari – 1
- Ukrajinci – 1
- ostali – 18 (0,49 %)
- neopredijeljeni – 11 (0,30 %)

## Uprava
Načelnik Općine je Ante Šeparović iz redova NL.

## Gospodarstvo
Tijekom povijesti Blato je oduvijek bilo orijentirano na proizvodnju poljoprivrednih proizvoda, poglavito vina, kao najznačajnijeg proizvoda te proizvodnji ulja, rogača i smokve. Početkom 20. stoljeća Blato proizvodi preko 1000 vagona vina za prodaju i izvozi 30 vagona ulja. Uz to su se proizvodile mahunarke i žitarice za vlastite potrebe. Jaki razvoj poljoprivrede uzrokovao je razvoj pratećih uslužnih, zanatskih i trgovačkih djelatnosti, s ciljem daljnjeg napretka poljoprivredne proizvodnje i plasmana proizvoda izvan Blata.
Najgori period u povijesti Blata dogodio se između dva svjetska rata, kada filoksera napada vinograde, te oni masovno propadaju. Nastaje velika ekonomska kriza i Blato se suočava s masovnim egzodusom iseljavanja. Tada šesto mjesto po veličini u Dalmaciji (1910. godine Blato brojilo je 7107 stanovnika) doživljava veliko iseljavanje u 3 navrata tijekom 1924. i 1925. godine kada Blato ostaje otprilike bez 890 stanovnika. I kasnije, cijele obitelji iseljavaju u prekooceanske zemlje Južne Amerike i Australiju.
Nakon drugog svjetskog rata, Blato počinje novi ciklus u razvoju. Postupno se uz poljoprivredu razvija industrijska i turistička djelatnost. Broj stanovnika i dalje pada, iako sporije nego prije. Industrijska proizvodnja u Blatu u novije doba doživljava nove promjene, tvornica tekstila Trikop se zatvara, a poduzeće za izradu brodske opreme i čeličnih konstrukcija Radež radi sve bolje i motor je razvoja Blata u posljednje vrijeme. 
Poljoprivreda je i dalje ostala jedna od gospodarskih grana u Blatu, a poduzeće za otkup, preradu i distribuciju poljoprivrednih proizvoda "Blato 1902", danas proizvodi i prodaje vino, ulje i ostale poljoprivredne proizvode širom Hrvatske. Postupno se obnavljaju zapušteni maslinici i vinogradi i poljoprivredna proizvodnja raste.
Industrija je najvažnija gospodarska grana u Blatu, a turizam i usluge polako postaju sve značajnije gospodarske djelatnosti. Ustvari, privatni apartmani/kuće za odmor i apartmansko naselje na Prižbi, pansion i privatni smještaj u Prigradici i drugim blatskim uvalama daju novi zamah gospodarstvu Blata.
Glavni gospodarski subjekti u Blatu su:
- Radež d.d.,[7] poduzeće za proizvodnju brodske opreme i čeličnih konstrukcija
- mali obrtnici (zanatske i druge uslužne djelatnosti udružene u Udruženje obrtnika)
- Blato 1902 d.d. tvrtka za proizvodnju i otkup, preradu i prodaju grožđa i maslina, vina i maslinovog ulja za ugostiteljstvo i turizam
- turizam (iznajmljivanje apartmana i kuća za odmor, hoteli)
- Konstruktor-Hotina d.o.o. Blato
- EuroKarbon d.o.o. Blato
- Eko d.o.o. komunalno poduzeće
- trgovina (trgovačke kuće i lanci)
- Vodovod d.o.o. Blato,[8] 50 godina javne vodoopskrbe zapadnog dijela otoka Korčule
- STP Blato
- HAK AK Blato
- škole, općina i druge državne institucije (Prekršajni sud, DGU-katastar, ZK ured, Dom zdravlja i dr.), uredi (javni bilježnik i dr.), banke, pošta, FINA, ljekarna...

## Poznate osobe
- Vinko Protić – profesor likovne kulture, slikar, grafičar, utemeljitelj splitske srednje škole za umjetnost, scenograf Kazališta lutaka u Splitu
- Mark Bosnich – proslavljeni nogometaš podrijetlom iz Blata, igrao je za Aston Villu, Manchester United, Chelsea, Sydney United
- Nataša Cetinić – slikarica koja je imala svoj atelje u blatskoj uvali Prigradica
- Meri Cetinić – hrvatska pjevačica
- Dinko Fio – skladatelj, melograf, glazbeni pedagog
- Ante Žanetić – hrvatski nogometaš podrijetlom iz Blata, osvajač zlatne medalje na OI 1960. i srebrne medalje na Europskom prvenstvu 1960. godine
- Ivo Padovan – akademik, predsjednik Hrvatske akademije znanosti i umjetnosti, znanstvenik, sveučilišni profesor, utemeljitelj hrvatske Lige protiv raka
- Marija Petković – časna sestra proglašena blaženom, utemeljiteljica redovničke zajednice Kćeri Milosrđa sv. Franje, jedine redovničke zajednice osnovane u Hrvatskoj
- Momčilo Popadić – novinar i hrvatski pjesnik
- Zvonimir Šeparović – prof.dr.sc. professor emeritus, ministar vanjskih poslova RH (1991./92.), ministar pravosuđa RH (1999./2000.) prvi veleposlanik RH u New Yorku pri UN (1992.), dekan pravnog fakulteta u Zagrebu (1985./86.), rektor sveučilišta u Zagrebu(1989./91.), jedan od utemeljitelja svjetskog žrtvoslovnog društva i njegov predsjednik (1985./89.)
- Celestin Sardelić – hrvatski političar koji je prekinuo hrvatsku šutnju
- Ratimir Žanetić – hrvatski kemijski inženjer
- Nikola Mirošević – najvažniji hrvatski vinski znanstvenik poslije Drugoga svjetskog rata

## Spomenici i znamenitosti
- Plokata
- Ranosrednjovjekovna crkva sv. Križa
- Aleja lipa – posađena 1911. i proteže se čitavom glavnom gradskom ulicom. Ovaj drvored je dug 1 kilometar i drugi je najduži drvored lipa u Europi – na prvom mjestu je čuveni berlinski Unter den Linden.
- U perivoju u Blatu rastu primjerci hrasta plutnjaka.[9]
- Crkva Svih Svetih
- Srednovjekovne i ranonovovjekovne crkvice
- Arheološki lokalitet Kopila
- Viteško udruženje "Kumpanjija"
- Ljetnikovac Arneri
- Kula Kraljevac
- Gradski park
- Etnografski muzej "Barilo"
- Svetište i muzej Marije Propetog Isusa Petković

## Obrazovanje
- Dječji vrtić Blato
- Dječji vrtić/jaslice "Marija Petković"
- Osnovna škola Blato
- Osnovna glazbena škola Blato
- Srednja škola "Ivo Padovan" Blato

## Kultura
- Prigradički filmski festival, filmski festival koji se održava u blatskoj uvali Prigradici
- Narodna glazba Blato, puhački orkestar koji djeluje u Blatu od 1893., a u kojem djeluje oko 40 članova svih starosnih dobi
- Blatsko ljeto, kulturna manifestacija koja se održava od 15. srpnja do 15. kolovoza, od 1992. godine
- Narodna knjižnica Blato, stara Hrvatska čitaonica, koju su osnovali dr Marin Kunjašić, don Jerko Andreis i Petar Kuničić [10]
- Dani smiha
- Ustanova u kulturi Blatski fižuli
- Festival satiričnih šansona [11][12]
- Međunarodni susret karikarurista
- Susret aforista
- Večeri folklora Viteškog udruženja Kumpanjija
- Hrvatska glazbena udruga Sv. Vincenca
- HGSU Petar Milat
- Društvo Naša djeca Blato
- Radio Blato[13]
- Okusi i mirisi zavičaja – Dani lumblije u Blatu, gastronomska i kulturna manifestacija održava se krajem listopada, a posvećena je promociji lumblije [14]

## Šport
- BŠK Zmaj, nogometni klub osnovan 1926. godine[15]
- Vaterpolski klub Tornado Prigradica
- Gimnastička udruga "Hrvatski sokol Blato", osnovana 1906. godine; sudjelovali na brojnim županijskim i regionalnim te državnim natjecanjima te bili prvaci države[nedostaje izvor]

## Vanjske poveznice

### Mrežna sjedišta
- Općina Blato
- Turistička zajednica Općine Blato (hrv.) (engl.)